# Bulawayo
Bulawayo là thành phố ở tây nam Zimbabwe, bên bờ sông Matsheumlope. Thành phố này có dân số năm 2005 khoảng 676.000, năm 2008 ước 707.000 dân. Thành phố này nằm ở Matabeleland, cách Harare 439 km về phía tây nam. Thành phố này nằm ở độ cao 1340 m. Đây là thành phố lớn thứ hai của Zimbabwe. Đây là một trung tâm công nghiệp lớn, một điểm phân phối vào giao lộ đường sắt quan trọng của Zimbabwe. Thành phố này có các ngành công nghiệP: in ấn và xuất bản, bia rượu, vải, sản phẩm kim loại, đồ cao su, vật liệu xây dựng, chế biến nông sản thực phẩm. Tại đây có Đại học Kỹ thuật Bulawayo, Bảo tàng quốc gia (Zimbabwe) lập năm 1901.
Cộng đồng này đã được những người Ndebele thiết lập giữa thập niên 1800 và đã giữ vai trò tổng hành dinh của vua Lobengula. Năm 1893, đế quốc Anh đã xâm chiếm khu vực này. Đô thị này đã được dời về phía nam tại địa điểm hiện nay vào năm 1894. Một tuyến đường ray đã được nối với thành phố này năm 1897.